# Simon Desthieux
Simon Desthieux (* 3. prosince 1991 Belley) je francouzský biatlonista, olympijský vítěz ze smíšené štafety v Pchjongčchangu 2018, mistr světa ze štafety na mistrovství světa 2020 v Anterselvě a stříbrný medailista ze stejné disciplíny z Hochfilzenu 2017. Je taky několikanásobným medailistou z juniorských šampionátů.
Ve své dosavadní kariéře zvítězil ve světovém poháru ve dvou individuálních závodě, poprvé ve sprintu v Novém Městě na Moravě během sezóny 2020/2021. Desetkrát také zvítězil jako součást francouzské štafety.

## Výsledky

### Olympijské hry a mistrovství světa
Desthieux je šestinásobným účastníkem Mistrovství světa v biatlonu a rovněž dvojnásobným účastníkem zimních olympijských her. Jeho nejlepším výsledkem v závodech jednotlivců je 5. místo ze sprintu v Östersunde 2019 a závodu s hromadným startem v Anterselvě v roce 2020. V týmovém závodě získal s francouzskou smíšenou štafetou zlaté medaile na olympijských hrách 2018 a s mužskou štafetou na MS v italské Anterselvě v roce 2020.
| Sezóna  | Akce | Místo                | SP  | SZ  | HZ  | IZ  | ŠT | SŠT | SZD | Věk    |
| ------- | ---- | -------------------- | --- | --- | --- | --- | -- | --- | --- | ------ |
| 2012/13 | MS   | Nové Město na Moravě | 67. | –   | –   | –   | –  | –   | ×   | 21 let |
| 2013/14 | ZOH  | Soči                 | 45. | 21. | –   | –   | 8. | –   | ×   | 22 let |
| 2014/15 | MS   | Kontiolahti          | –   | –   | 49. | –   | –  | –   | ×   | 23 let |
| 2015/16 | MS   | Oslo                 | 12. | 6.  | 24. | 28. | 9. | –   | ×   | 24 let |
| 2016/17 | MS   | Hochfilzen           | 34. | 27. | –   | 51. | 2. | –   | ×   | 25 let |
| 2017/18 | ZOH  | Pchjongčchang        | 12. | 7.  | 22. | 27. | 5. | 1.  | ×   | 26 let |
| 2018/19 | MS   | Östersund            | 5.  | 32. | 11. | 6.  | 6. | 8.  | –   | 27 let |
| 2019/20 | MS   | Anterselva           | 18. | 8.  | 5.  | 59. | 1. | –   | –   | 28 let |
| 2020/21 | MS   | Pokljuka             | 2.  | 5.  | 13. | 8.  | 4. | –   | –   | 29 let |
| 2021/22 | ZOH  | Peking               | 24. | 7.  | 16. | 17. | 2. | –   | ×   | 30 let |

Poznámka: Výsledky z mistrovství světa se započítávají do celkového hodnocení světového poháru, výsledky z olympijských her se dříve započítávaly, od olympijských her v Soči 2014 se nezapočítávají.

### Juniorská mistrovství
Zúčastnil se tří juniorských šampionátů v biatlonu. Celkově na těchto šampionátech získal celou sadu medailí. Nejprve získal stříbrnou medaili se štafetou ve švédském Torsby 2010, následně přidal zlato z vytrvalostního závodu v Novém Městě na Moravě v roce 2011 a sadu zkompletoval ziskem bronzu ve sprintu v Kontiolahti 2012 z Finska.
| Sezóna  | Akce | Místo                | SP  | SZ  | IZ  | ŠT | Věk    |
| ------- | ---- | -------------------- | --- | --- | --- | -- | ------ |
| 2009/10 | MSJ  | Torsby               | 42. | 15. | 15. | 2. | 18 let |
| 2010/11 | MSJ  | Nové Město na Moravě | 7.  | 5.  | 1.  | 5. | 19 let |
| 2011/12 | MSJ  | Kontiolahti          | 3.  | 10. | 9.  | 4. | 20 let |

## Vítězství v závodech světového poháru

### Individuální
| Č. | sezóna  | datum           | místo              | disciplína                |
| -- | ------- | --------------- | ------------------ | ------------------------- |
| 1. | 2020/21 | 6. března 2021  | Nové Město, Česko  | sprint                    |
| 2. | 2020/21 | 21. března 2021 | Östersund, Švédsko | závod s hromadným startem |

### Kolektivní
| Č. | datum             | místo                             | disciplína      |
| --- | ----------------- | --------------------------------- | --------------- |
| 1. | 11. prosince 2016 | Pokljuka, Slovinsko               | štafeta         |
| 2. | 5. března 2017    | Pchjongčchang, Jižní Korea        | štafeta         |
| 3. | 12. března 2017   | Kontiolahti, Finsko               | smíšená štafeta |
| * | 20. února 2018    | Pchjongčchang, Jižní Korea, (ZOH) | smíšená štafeta |
| 4. | 2. prosince 2018  | Pokljuka, Slovinsko               | smíšená štafeta |
| 5. | 17. února 2019    | Soldier Hollow, Spojené státy     | smíšená štafeta |
| 6. | 18. ledna 2020    | Ruhpolding, Německo               | štafeta         |
| 7. | 25. ledna 2020    | Pokljuka, Slovinsko               | smíšená štafeta |
| 8. | 22. února 2020    | Anterselva, Itálie (MS)           | štafeta         |
| 9. | 15. ledna 2021    | Oberhfof, Německo                 | štafeta         |
| 10. | 23. ledna 2021    | Anterselva, Itálie                | štafeta         |
| – závod na mistrovství světa – závod na olympijských hrách (nezapočítává se do celkového hodnocení Světového poháru) |                   |                                   |                 |

### Profily
- Simon Desthieux v databázi Mezinárodní biatlonové unie (anglicky)
- Simon Desthieux v databázi Olympedia (anglicky)